# Полный дом дочек
«Полный дом дочек» (нем. Ein Haus voller Töchter) — комедийный сериал (ситком), немецкая адаптация российского ситкома «Папины дочки». Премьера состоялась на немецком телеканале Das Vierte 19 августа 2010 года.

## Сюжет
От немецкого семейного психотерапевта Карстена Фогеля к хоккеисту ушла жена. Кроме того, на попечение она оставила ему пятерых дочерей. Самой старшей — семнадцать, а младшей — пять. Ему приходится изучать все вкусы и нравы дочерей. Кроме того, у него заканчиваются деньги, от него ушли все клиенты, а сварливая тёща помогать не желает. Беда одна за другой настигает психолога, но удача улыбается ему, когда к нему на приём записывается жена миллионера Тесса Биркин, у которой проблемы с мужем…

## В ролях

### Главные роли
- Морис Линдберг — Карстен Фогель, отец девочек
- Изабела Зорик — Яна Фогель, старшая дочь, модница и серцеедка
- Мари-Клер Шуллер — Дана Фогель, вторая дочь, готесса
- Ирина Курбанова — Александра Фогель, третья дочь, спортсменка
- Луиза Парч — Генриетта Фогель, четвёртая дочь, вундеркинд
- Эмма Прайзенданц — Катинка Фогель, пятая дочь, сладкоежка
- Штефен Зикдер — Юрген, стоматолог, друг семьи Фогель
- Надя Петри — Тесса Биркин
- Гёц Отто — Михаэль Биркин, олигарх

## Критика
Немецкие критики отозвались об адаптации довольно холодно. Кинокритики не находят адаптированную версию сценария ситкома остроумной и оригинальной. Ожидаемого успеха не принесли и актёры, игра которых не на должном уровне.
Один популярный журнал[какой?] отозвался о сериале так:
Сказать, что над сериалом работали дилетанты — было бы оскорблением, для любителей подобного...
Множество отрицательных отзывов были оставлены после просмотра и на видеоканале YouTube.